# Pétur Guðmundsson (Leichtathlet)
Pétur Guðmundsson (* 9. März 1962) ist ein ehemaliger isländischer Kugelstoßer.
Bei den Olympischen Spielen 1988 in Seoul schied er in der Qualifikation aus.
1991 wurde er Vierter bei den Leichtathletik-Hallenweltmeisterschaften in Sevilla, scheiterte aber bei den Leichtathletik-Weltmeisterschaften in Tokio in der Vorrunde. 1992 wurde er Fünfter bei den Leichtathletik-Halleneuropameisterschaften in Genua und kam bei den Olympischen Spielen in Barcelona erneut nicht über die Qualifikation hinaus.
Einem weiteren Vorrundenaus bei den Weltmeisterschaften in Stuttgart folgten 1994 eine Bronzemedaille bei den Halleneuropameisterschaften in Paris und ein siebter Platz bei den Leichtathletik-Europameisterschaften in Helsinki. 1995 wurde er Sechster bei den Hallenweltmeisterschaften in Barcelona.

## Persönliche Bestleistungen
- Kugelstoßen: 21,26 m, 10. November 1990, Mosfellsbær (isländischer Rekord)
  - Halle: 20,66 m, 3. November 1990, Reykjavík (isländischer Rekord)